# ТЭЦ Влоцлавек
ТЭЦ Влоцлавек — бывшая теплоэлектроцентраль в одноимённом городе в центральной Польше.
В 1960-х годах во Влоцлавеке началось строительство химического завода, который ныне носит название ANWIL и является крупным производителем поливинилхлорида. Для обслуживания своих потребностей завод имел собственную ТЭЦ, на которой  в 1979—1980 годах запустили два котла OOG-260, поставленные рацибужской компанией Rafako. Они были рассчитаны на сжигание нефтепродуктов, а во второй половине 1980-х также получили способность потреблять природный газ. Для удаления продуктов сгорания с этих котлов предназначена дымовая труба высотой 180 метров.
От котлов, в частности, питались запущенные в 1980, 1981 и 1985 годах три турбины производства брненской PBFT, две из которых имели мощность по 35 МВт, а одна — 55 МВт. По состоянию на середину 2010-х турбину № 3 мощностью 35 МВт демонтировали, однако с 2008-го работала малая турбина № 4 мощностью 1,55 МВт, поставленная также брненской Ekol.
В 2015-м на ТЭЦ смонтировали два рассчитанные на использование газа котла Standardkessel HS WZ 01, которые имеют мощность ввосьмеро меньшую от предыдущих.
В 2017-м рядом запустили значительно более крупную парогазовую ТЭС Влоцлавек, которая принадлежит тому же владельцу PKN Orlen. Она взяла на себя обеспечение потребностей завода ANWIL, тогда как старая ТЭЦ прекратила производство электроэнергии и стала выполнять вспомогательную функцию при теплоснабжении.